# Shaken 'n' Stirred
Shaken 'n' Stirred es el tercer álbum de estudio del cantante británico de rock Robert Plant, publicado en 1985 por el sello Es Paranza en el Reino Unido y distribuido en el resto de los países por Atlantic Records. A diferencia de sus anteriores producciones este incluyó un amplio uso de teclados y sintetizadores que lo acercó al new wave y pop rock, cuyo cambio de sonido provocó una menor atención en los mercados mundiales. Por otro lado, es el último disco con los músicos Robbie Blunt, Paul Martínez y Jezz Woodroffe.
Por su parte, en 2007 el sello Rhino lo remasterizó con una sola pista adicional; una versión mezclada de «Little by Little».

## Recepción comercial
Tras su lanzamiento el disco obtuvo un leve éxito y sus ventas fueron pobres en los principales mercados mundiales a diferencia de sus anteriores producciones. En el Reino Unido solo llegó hasta el puesto 20 de los UK Albums Chart y sus ventas no son suficientes para lograr una certificación discográfica en ese país. Mientras que en los Estados Unidos logró la posición 19 en la lista Billboard 200 y en el mismo año la RIAA lo certificó con disco de oro, luego de vender más de 500 000 copias
Para promocionarlo se lanzaron algunas canciones como sencillos durante 1985, siendo «Little by Little» el más exitoso ya que alcanzó el puesto 36 de los Billboard Hot 100, logró el primer lugar de la lista Mainstream Rock Tracks, ambas de los Estados Unidos, y llegó hasta la posición 83 en la lista de sencillos del Reino Unido. Por su parte, «Sixes and Sevens» ingresó en la lista Mainstream en el puesto 18, mientras que «Pink and Black» logró la casilla 99 en el Reino Unido.

## Lista de canciones
| N.º | Título              | Escritor(es)                               | Duración |  |
| 1.  | «Hip to Hoo»        | Plant, Blunt, Woodroffe, Hayward           | 4:51     |  |
| 2.  | «Kallalou Kallalou» | Plant, Woodroffe                           | 4:17     |  |
| 3.  | «Too Loud»          | Plant, Blunt, Woodroffe, Hayward           | 4:07     |  |
| 4.  | «Truble Your Money» | Plant, Blunt                               | 4:14     |  |
| 5.  | «Pink and Black»    | Plant, Blunt, Woodroffe, Hayward           | 3:45     |  |
| 6.  | «Little by Little»  | Plant, Woodroffe                           | 4:43     |  |
| 7.  | «Doo Doo a Do Do»   | Plant, Blunt                               | 5:09     |  |
| 8.  | «Easily Lead»       | Plant, Blunt, Woodroffe                    | 4:35     |  |
| 9.  | «Sixes and Sevens»  | Plant, Blunt, Woodroffe, Hayward, Martinez | 6:04     |  |

| Pista adicional en remasterización de 2007 |                            |                  |          |  |
| N.º                                        | Título                     | Escritor(es)     | Duración |  |
| 10.                                        | «Little by Little» (remix) | Plant, Woodroffe | 5:12     |  |

## Posicionamiento en listas musicales
| País           | Lista (1985)                     | Posición |
| -------------- | -------------------------------- | -------- |
| Alemania       | Media Control Charts             | 57       |
| Australia      | Kent Music Report                | 28       |
| Canadá         | RPM Top 100 Albums               | 26       |
| Estados Unidos | Billboard 200                    | 20       |
| Nueva Zelanda  | Official New Zealand Music Chart | 31       |
| Países Bajos   | Dutch Top 100 Album              | 45       |
| Reino Unido    | UK Albums Chart                  | 19       |
| Suecia         | Sverigetopplistan                | 33       |

## Certificaciones discográficas
| País           | Organismo certificador | Certificación | Ventas certificadas | Ref.  |
| -------------- | ---------------------- | ------------- | ------------------- | ----- |
| Estados Unidos | RIAA                   | Oro           | 500 000             | [ 5 ] |

## Músicos
- Robert Plant: voz
- Robbie Blunt: guitarra eléctrica y guitarra sintetizadora
- Paul Martinez: bajo y guitarra adicional
- Jezz Woodroffe: teclados
- Richie Hayward: batería
- Toni Halliday: coros adicionales